# Зафаробод (Восейський район)
Зафаробо́д (тадж. Зафаробод) — село у складі Хатлонської області Таджикистану. Входить до складу Ґулістонського джамоату Восейського району.
Назва означає благоустроєний завдяки перемозі.
Населення — 1168 осіб (2010; 1143 в 2009).